# Logiciel ouvert
La notion de logiciel ouvert est mal définie.  Pour certains, « logiciel ouvert » est la traduction de « logiciel open source »,,. Pour d'autres, un logiciel ouvert est un logiciel utilisant des formats ouverts.